# Spoorlijn Derneburg - Seesen
De spoorlijn Derneburg - Seesen is een Duitse spoorlijn in Nedersaksen en is als spoorlijn 1823 onder beheer van DB Netze.

## Geschiedenis
Het traject werd door de Braunschweigische Landes-Eisenbahn-Gesellschaft geopend tussen 1887 en 1889. Personenvervoer heeft plaatsgevonden tot 1990, goederenvervoer tussen Bornum en Seesen tot 1995.  

## Treindiensten
De lijn is tussen Derneburg en Bornum alleen in gebruik voor goederenvervoer.

## Aansluitingen
In de volgende plaatsen is of was er een aansluiting op de volgende spoorlijnen:
Derneburg
DB 1733, spoorlijn tussen Hildesheim en Goslar
DB 1923, spoorlijn tussen Salzgitter-Drütte en Derneburg
Seesen
DB 1812, spoorlijn tussen Seesen en Herzberg
DB 1940, spoorlijn tussen Helmstedt en Holzminden